# Воблан, Венсан Мари Вьено
Венсан-Мари Вьено, граф де Воблан (фр. Vincent-Marie Viénot, comte de Vaublanc; 2 марта 1756, Фор-Либерте — 21 августа 1845, Париж) — французский политик, который, подобно Фуше и Талейрану, известен в первую очередь своим оппортунизмом.
Вьено был депутатом от департамента Сена и Марна во французском Законодательном собрании, был президентом этого департамента, а во время Реставрации (с 26 сентября 1815 по 7 мая 1816 года) занимал должность министра внутренних дел Франции.

## Биография
Родился и вырос в Форт-Дофине, Сан-Доминго (ныне Фор-Либерте на Гаити), в дворянской семье из Бургундии. Он был старшим сыном Вивьена-Франсуа де Вьено-Воблана, командира форта Сен-Луи в Форт-Дофине. Впервые побывал во Франции в возрасте семи лет.
Не считая революционных волнений, его политическая карьера пришлась на правление Людовика XVI, Наполеона Бонапарта и Людовика XVIII. Он четырежды был отправлен в отставку и призван на службу вновь при различных режимах, при этом ни разу не был арестован, каждый раз возвращаясь на высокий пост.
В течение своей долгой и насыщенной карьеры он был последовательно депутатом-монархистом во время революции и при Директории, изгнанником во время Террора, депутатом при Наполеоне, министром внутренних дел при Людовике XVIII и в конце своей политической карьеры — просто депутатом-ультрароялистом.
Воблан остался в памяти французов огненным красноречием и предпринятой им спорной реорганизацией Французской академии в 1816 году, в то время когда он был министром внутренних дел. Во время Гаитянской революции и позднее Воблан решительно выступал за освобождение рабов во французских колониях в Америке.